# Нгване III
Нгване III (1700-е — 1780) — верховный вождь Свазиленда в 1745—1780 годах.
Нгване III считается 1-м верховным вождём Свазиленда. Он правил Свазилендом до самой смерти, 1780 года, а потом титул унаследовал его 20-летний сын Нгвудгунье. 
Нгване III основал поселения к югу от реки Понгола, которые позже сместил к северу берегов реки. Он правил королевством в нынешнем районе Шиселвени. У него была штаб-квартира Зомбодзе.

## Правление
Нгване III начал правление после смерти своего отца — вождя Дламини III, который поселился у реки Понгола и гор Лебомбо. Во время своего правления ему удалось завоевать территории у реки Понгола, но он не смог удержать эти территории. Потом он перенёс столицу королевства в деревню Зомбодзе, находящаяся сейчас в районе Шиселвени. Таким образом Нгване III стал эпонимом своего народа и страны. После правление Нгване III Свазиленд стал известен как каНгване (что означает «страна, где жил Нгване»), а народ как бакаНгване.